# 蒂薩板塊

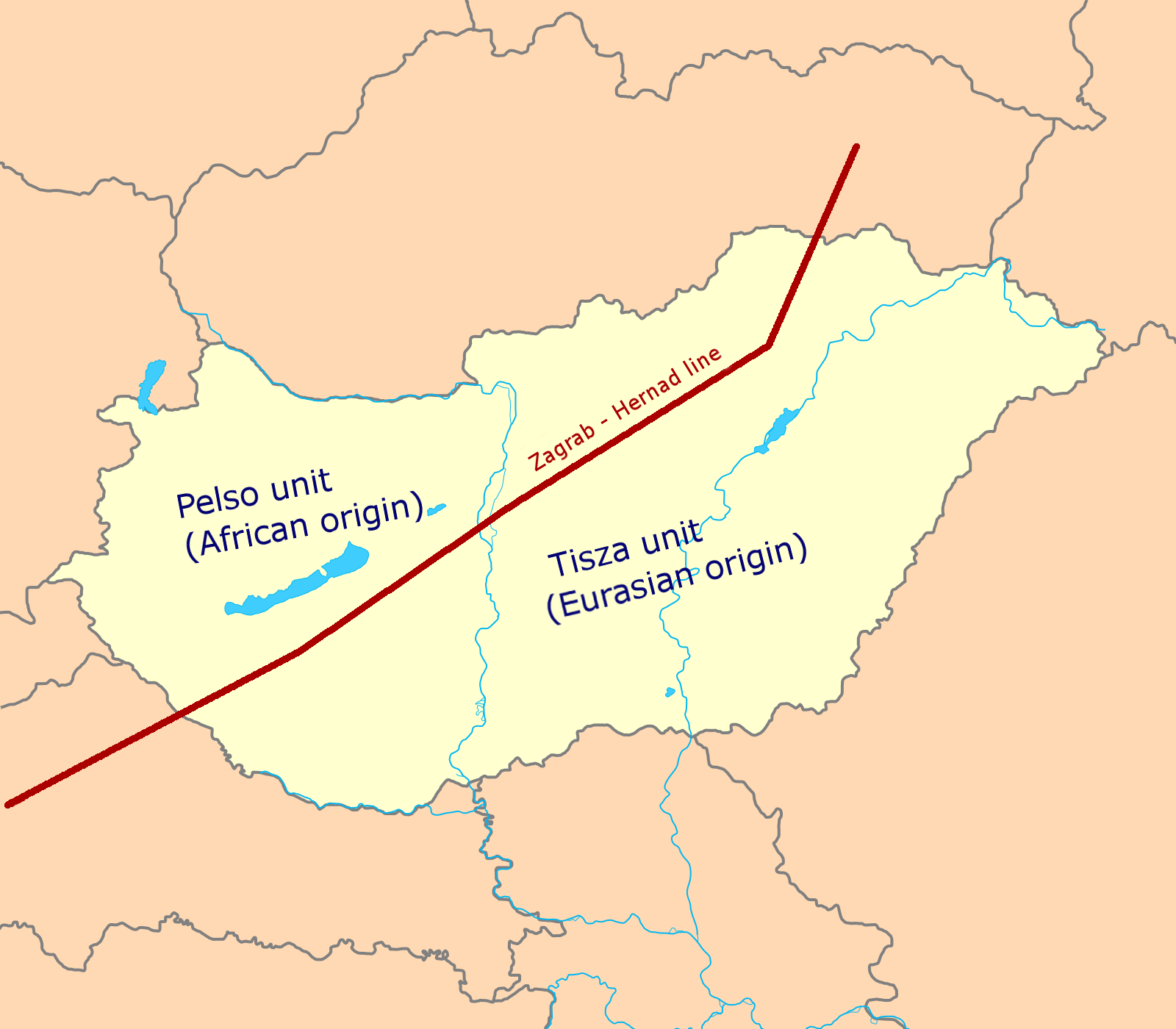
佩索板块和蒂萨板块

蒂萨板块是位于今日欧洲的微板块。潘诺尼亚盆地主要由佩索板块和蒂萨板块两块微板块构成，在新生代经历过复杂的旋转和延展过程。南边亚德里亚板块向北的推力使得蒂萨板块和佩索板块都发生了向东的移位和旋转。萨格勒布-霍尔纳德河线是非洲板块来源的佩索板块和欧亚板块来源的蒂萨板块间的古界线。